# Електричен потенциал
Международната организация по стандартизация (ISO) разглежда електричния потенциал в 3 аспекта:
Електричният потенциал при електростатичните полета е скаларна величина, която изразява количествено работата на електричните сили за пренасяне на единица електричен заряд от дадена точка на полето до безкрайност. Обикновено се бележи с {\displaystyle V_{e},C} или {\displaystyle \varphi }. Числено е равен на отношението на работата към електричния заряд:
{\displaystyle V_{e}={\frac {A}{q}}}
Градиентът от електричния потенциал с обратен знак е равен на електричния интензитет:
{\displaystyle E=-\operatorname {grad} \,V_{e}}
Измервателната единица за електричен потенциал е волт ({\displaystyle \mathrm {V} }):
{\displaystyle \mathrm {{V}={\frac {J}{C}}} }, или джаул върху кулон.
Потенциалната разлика (наричана още напрежение) между две точки O и N се определя като линеeн интеграл на електричния интензитет от т. O до т. N:
{\displaystyle U=V_{e}(N)-V_{e}(O)=\int \limits _{O}^{N}\mathbf {E} \cdot \mathbf {dl} .}
Равенството важи за случая, когато магнитното поле не се изменя във времето. За изменящи се във времето полета
{\displaystyle -\int _{O}^{N}\mathbf {E} \cdot \mathrm {d} {\boldsymbol {\ell }}\neq V_{e}(N)-V_{e}(O),\,}
за разлика от електростатиката.
Електродвижещото напрежение се получава, ако енергията, получена от един източник, се раздели на електричния заряд, пренесен през източника.
И трите величини се измерват във волтове. Международната електротехническа комисия е въвела като общо понятие за тези близки по значение величини английската дума voltage (напрежение).